# Castello di Vaduz
Il castello di Vaduz (in tedesco: Schloss Vaduz) è la residenza ufficiale dei principi del Liechtenstein. Il maniero, che prende il nome dalla città di Vaduz, capitale del Liechtenstein, sorge poco distante da questa città.
Dal 1712 il castello è proprietà della famiglia principesca del Liechtenstein. Tra il 1905 e il 1920 il principe Giovanni II fece ristrutturare buona parte dell'edificio mentre negli anni 1930 Francesco Giuseppe II lo espanse notevolmente.

## Posizione
Il castello di Vaduz è situato su una terrazza di roccia elevata a 120 metri sopra la città di Vaduz, in posizione dominante sulla Rheintal situata in Svizzera

## Storia
I costruttori della fortezza furono i conti di Werdenberg-Sargans che la eressero nel XII secolo per scopi difensivi nell'area. Dell'originaria costruzione, ad ogni modo, attualmente rimane ben poco (solo alcune parti esterne e le fondamenta del torrione centrale), mentre gli studi hanno stabilito che il mastio centrale (attualmente la struttura più antica rilevata) fu utilizzato come abitazione a partire dal 1285. Sempre all'epoca medievale risalirebbe anche la cappella del castello dedicata a Sant'Anna, mentre l'altare è tardo-gotico. Il castello nel XIV secolo era ancora di proprietà della famiglia Wedenberg dal momento che il 3 maggio 1342 il conte Hartmann III ottenne la rocca e l'intera zona di Vaduz dalla suddivisione dell'originaria Contea di Sargans.
Nel 1416 e sino al 1507 il castello e l'area di Vaduz divennero di proprietà dei baroni di Brandis. Durante la Guerra sveva, il 12 febbraio 1499, l'edificio venne incendiato dalle truppe della Confederazione Elvetica e dopo alcuni tentativi di restauro, venne venduto ai conti di Sulz che si impegnarono per migliorarne la funzione militare strategica nella zona. Il castello passò dunque al conte Kaspar von Hohenems (1613–1640) che si preoccupò dell'espansione della parte esterna della fortezza.
La famiglia dei principi del Liechtenstein acquistò il castello di Vaduz nel 1712 con l'annessa contea. A quel tempo, Carlo VI del Sacro Romano Impero concesse ai principi di combinarvi anche la signoria di Schellenberg da loro ottenuta nel 1699 e dare così vita al microstato attualmente noto come principato del Liechtenstein.
Il castello è stato pesantemente restaurato tra il 1904 ed il 1920 e nuovamente durante il regno del principe Giovanni II, e ingrandito ulteriormente durante il regno di Francesco Giuseppe II. Fu solo dal 1938 che la famiglia principesca decise di adibire il castello a propria residenza ufficiale che pertanto ancora oggi non si presenta aperto al pubblico in quanto qui vivono i membri della famiglia sovrana. Esso viene aperto una volta all'anno in occasione della festa del principato quando l'arcivescovo di Vaduz celebra una messa nella cappella privata del maniero ed i giardini vengono aperti ai sudditi per assistere ai fuochi d'artificio.

## Galleria d'immagini

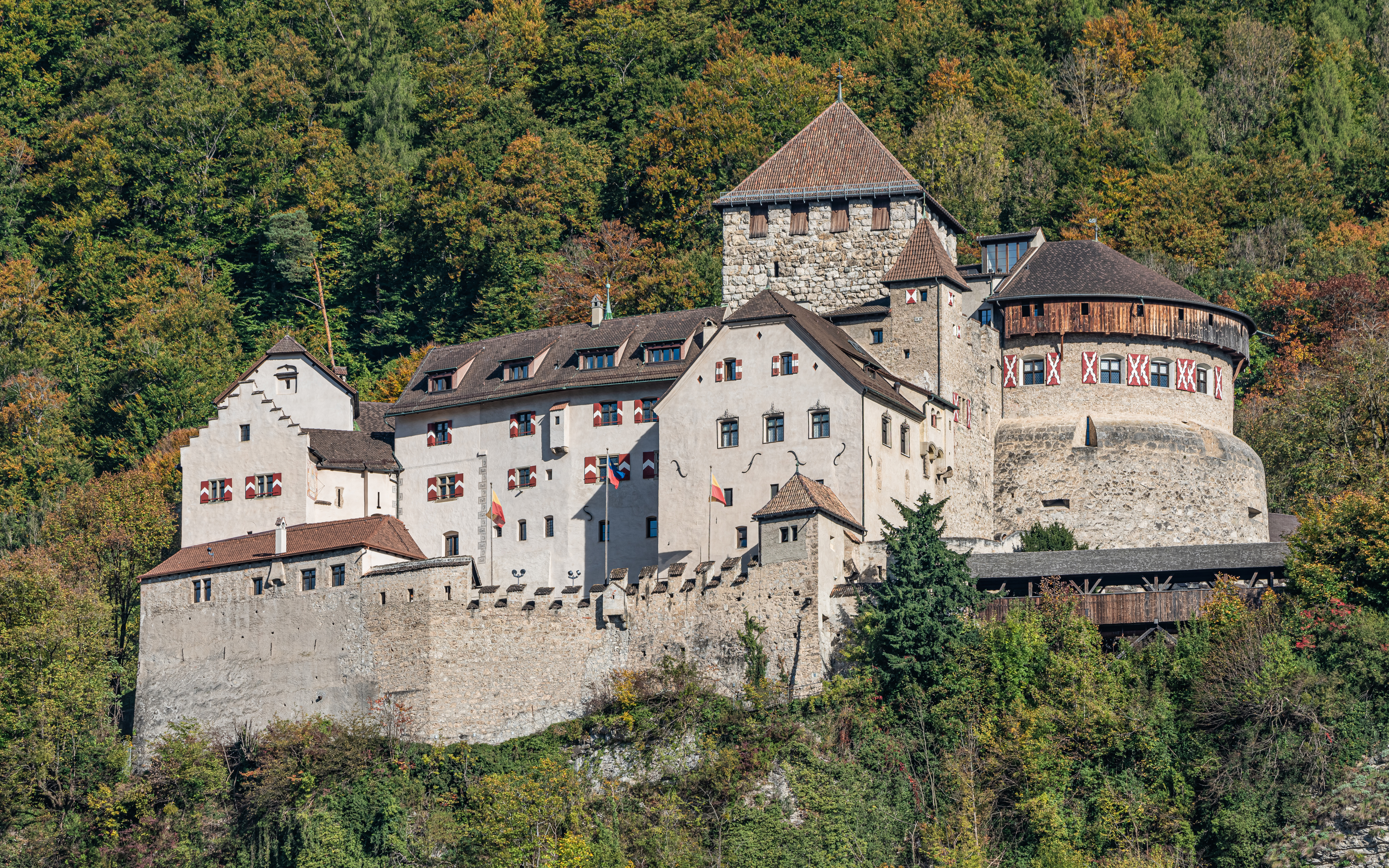
Il castello di Vaduz visto dalla capitale
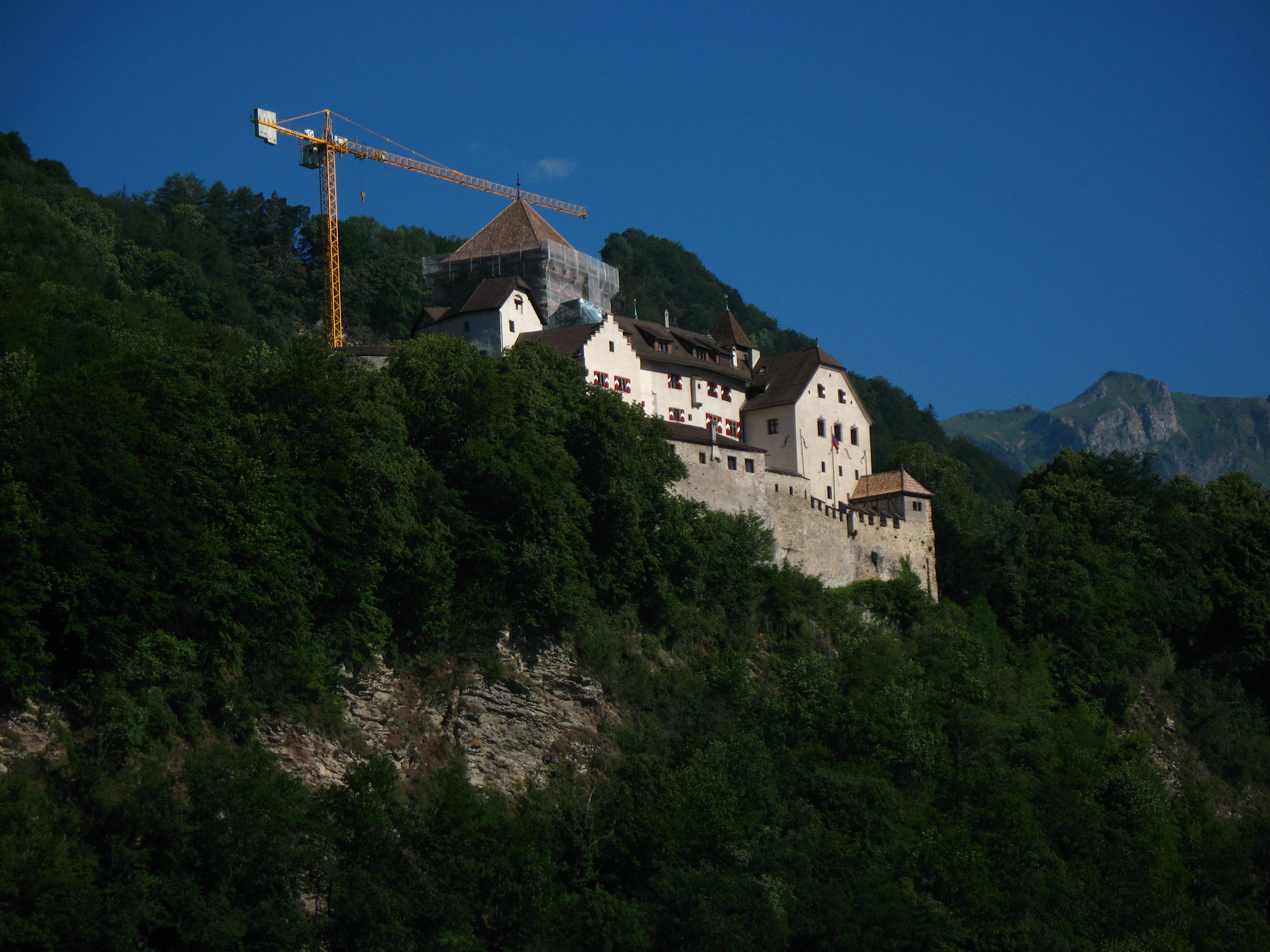
La torre del castello in restauro
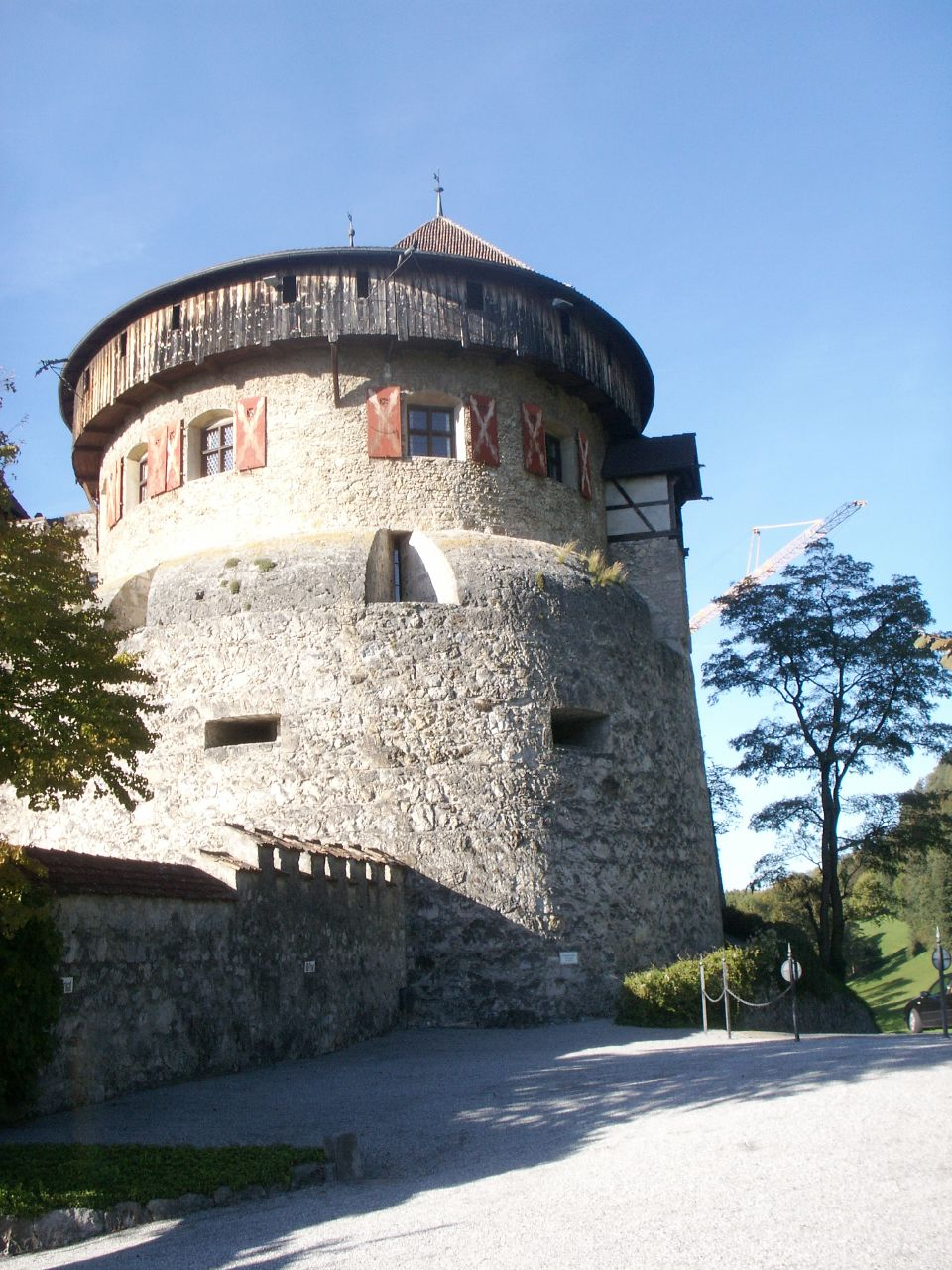
Il castello di Vaduz
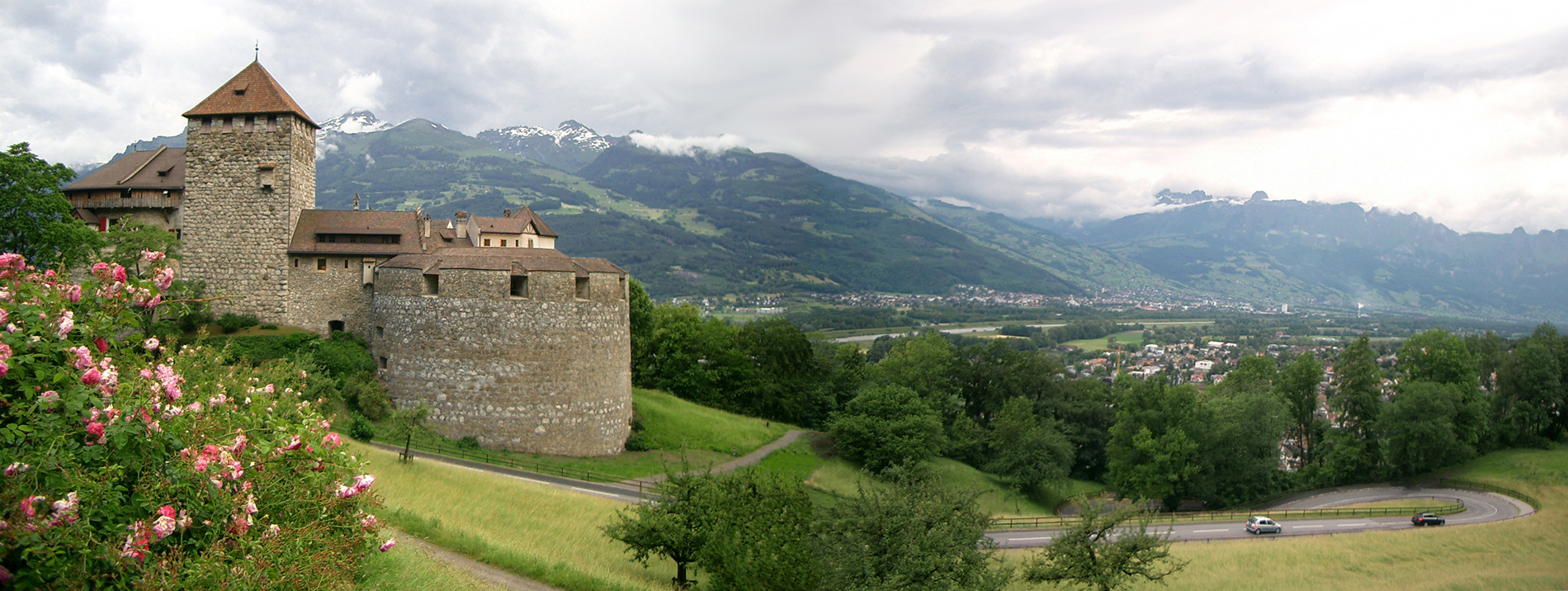
Vista dal castello
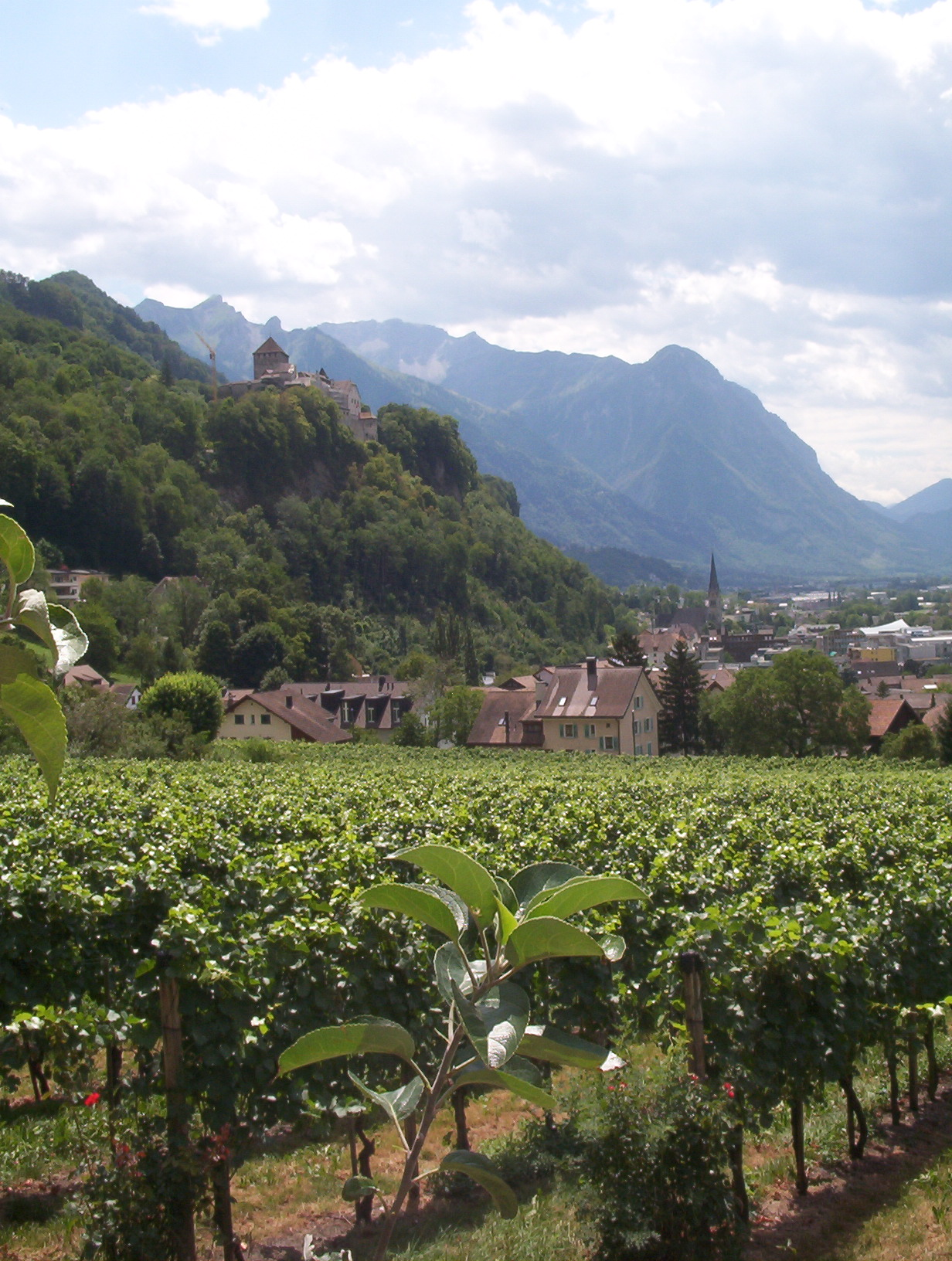
Il castello ed i vigneti del principe